# Dan Teodorescu
Dan Teodorescu (n. 7 martie 1965, București) este un compozitor, textier și cântăreț român de muzică ușoară. Este membru fondator și lider al formației Taxi.

## Studii
- Liceul "Mihai Viteazu" București (1983)
- Facultatea de Tehnologia și Construcția Mașinilor din cadrul Institutului Politehnic București (1989)

## Activitate profesională
- Inginer mecanic la Videle
- Profesor de desen la Liceul din Roșiorii de Vede
- Inginer la firma Inveco
- Baterist și solist vocal în diferite baruri de noapte timp de 5 ani
- A realizat compoziții pentru Aurelian Temișan, Adrian Enache, Daniel Iordăchioaie
- A compus piese de grup și colinde ptentru televiziuni și pentru Marcel Pavel și Silvia Dumitrescu
- A realizat muzica din filmul Ambasadori, căutăm patrie (2003), în regia lui Mircea Daneliuc
- Prezentator al Festivalul "Mamaia" (2004)
- Moderator al emisiunii "Săptămâna nebună" de la postul Prima TV

## Afilieri
- Membru fondator al formației rock "Altceva"
- Membru fondator al trupei "Taxi"